# Apkoppsvirusutbrottet 2022
Ett pågående utbrott av apkoppsvirus, en virusinfektion, bekräftades i maj 2022. Det upptäcktes genom ett kluster av bekräftat smittade personer i Storbritannien och länkades till en enskild resenär som varit i Nigeria (där viruset är endemiskt) och bekräftats sjuk i viruset den 6 maj 2022. Utbrottet markerade första gången som apkoppsviruset fått en större spridning utanför Afrika. Från den 18 maj 2022 ökade antalet bekräftade smittades i ett större antal länder och regioner, främst i Europa men även i Nordamerika, Sydamerika, Asien, Afrika och Australien. Den 23 juli 2022 hade 17186 bekräftade fall rapporterats till Världshälsoorganisationen (WHO). Den 23 juli 2022 deklarerade WHO att virusutbrottet nu utgör ett Internationellt hot mot människors hälsa.
Apkoppsviruset är en virusinfektion med inkubationstid på 7–14 dagar efter exponering. Symptom på viruset är först feber och andra ospecifika symtom, och som sedan ger utslag med blåsor som kan pågå i ett par veckor innan det vanligtvis försvinner av sig själv. Vid liknande infektioner före detta pågående utbrottet har 1–3 procent av personerna med kända infektioner avlidit (utan behandling). Barn har en större benägenhet att bli allvarligt sjuka av en infektion och WHO har betonat att alla människor kan drabbas av sjukdomen, särskilt de som har nära kontakt med en symtomatisk person. Vid tidpunkten för den 23 juli 2022 har 97 % av fallen, utanför endemiska regioner i Afrika, drabbat män som har sex med män, särskilt de som har flera sexpartners. Den amerikanska folkhälsomyndigheten Centers for Disease Control and Prevention har betonat vikten av att minska stigmatiseringen i kommunikationen om de demografiska aspekterna av apkoppsviruset.